# NGC 5321
NGC 5321 este o galaxie lenticulară situată în constelația Câinii de Vânătoare. A fost descoperită în 29 aprilie 1827 de către John Herschel. Se află la o distanță de 70,03 de megaparseci de Pământ.